# P.Ě.S.T.
P.Ě.S.T (v originále F.I.S.T, na plátně stylizováno jako F-I-S-T) je americký akční kriminální film z roku 1978, který produkoval a režíroval Norman Jewison a ve kterém hrál Sylvester Stallone. Stallone hraje zaměstnance clevelandského skladu, který se zapojí do odborového vedení fiktivní „Federace mezistátních kamionů“ (v originále "Federation of Inter-State Truckers", zkráceno jako F.I.S.T.). Film je volně založen na odborové organizaci Teamsters a jejím bývalém prezidentovi Jimmym Hoffovi. Scénář napsali Joe Eszterhas a Stallone podle Eszterhasova příběhu.

## Děj
V roce 1937 v Clevelandu je nový dělník Lincoln Dombrowsky vykořisťován nespravedlivými podmínkami na nakládací rampě. Když mu je stržena mzda, Johnny Kovak zorganizuje vzpouru, za což je s přítelem Abeem Belkinem vyhozen. Přijímají nabídku pracovat pro odbory F.I.S.T., kde Kovak brzy stoupá vzhůru a seznamuje se s Annou, svou budoucí ženou.
Po smrti kolegy při stávce Kovak přijímá pomoc mafie vedené Vincem Doylem, aby prosadili odborové požadavky. F.I.S.T. roste a Kovak se stává bohatým, ale mafie se více zapojuje do odborů. V roce 1958 je Kovak znechucen korupcí v organizaci a konfrontuje Maxe Grahama, což vede ke Kovakově zvolení prezidentem F.I.S.T.
Senátor Madison však zahajuje vyšetřování jeho vazeb na mafii. Kovak odmítne zpřetrhat vztahy s mafií a po smrti Belkina, který chtěl proti němu svědčit, je sám zavražděn. Film končí otázkou na náklaďáku: "Kde je Johnny?"

## Obsazení
- Sylvester Stallone jako Johnny Kovak
- Rod Steiger jako senátor Andrew Madison
- Peter Boyle jako Max Graham
- Melinda Dillon jako Anna Zarinkas / Anna Kovak
- Anthony Kiedis jako Kevin Kovak
- Tony Mendia jako Michael Kovak
- David Huffman jako Abe Belkin
- Kevin Conway jako Vince Doyle
- Tony Lo Bianco jako Anthony „Babe“ Milano
- Cassie Yates jako Molly
- Rozsika Halmos jako paní Kovaková
- Elena Karam jako paní Zarinkasová
- Peter Donat jako Arthur St. Clair
- Frank McRae jako Lincoln Dombrowsky
- Henry Wilcoxon jako Win Talbot
- Richard Herd jako Mike Monahan
- Ken Kercheval jako Bernie Marr
- James Karen jako pan Andrews
- John Lehne jako pan Gant
- Stuart Gillard jako Phil Talbot
- Brian Dennehy jako Frank Vasko
- Nada Rowand jako paní Vasko
- Deanne Fator jako Aggie Vasko
- Sam Chew Jr. jako Peter Jacobs
- Jack Slate jako Bob Wilson
- James Jeter jako Mike Quinn
- Ron Delagardelle jako pan Samuels
- Hugo Bolba jako Zigi
- M. Patrick Hughes jako Jocko
- Reid Cruickshanks jako pan McGuinn
- Chuck Gradi jako „Jugs“ Jugovich
- Earl Montgomery jako Russell Langley
- John Bleifer jako Mishka
- Vincent Williams jako pan Burke